# マインクラフト/ザ・ムービー (サウンドトラック)
『A Minecraft Movie (Original Motion Picture Soundtrack)』は、2025年公開の映画『マインクラフト/ザ・ムービー』のサウンドトラック・アルバムである。同作はMojang Studiosの2011年のビデオゲーム『Minecraft』を原作としており、監督はジャレッド・ヘスが務め、ジェイソン・モモア、ジャック・ブラック、ダニエル・ブルックス、エマ・マイヤーズ、セバスチャン・ハンセンが出演した。
このサウンドトラックには映画のオリジナルスコアが収録され、作曲はマーク・マザーズボーが担当し、劇中歌も含まれる。アルバムはウォータータワー・ミュージックから2025年3月28日に発売された。ジャック・ブラックが作詞・作曲・歌唱を務めたオリジナル曲「I Feel Alive」がリードシングルとして先行リリースされた。

## 背景
マーク・マザーズボーが映画のオリジナルスコアを作曲し、ゲイブ・ヒルファーとカリン・ラクトマンがミュージック・スーパーバイザーを務めた。マザーズボーは、この映画のサウンドトラック制作は「ユニークな挑戦」であったと述べており、個性的なキャラクターの魅力と激しいアクションシーンの「高エネルギーな瞬間」とのバランスを取る必要があったという。そのため、スコアはアクションを引き立てるだけでなく、「深みと感情的な共鳴」を加えるよう熟慮したアプローチが取られた。
マザーズボーは、C418によるゲーム音楽へのオマージュも盛り込み、オープニングクレジットでは彼のタイトル曲が流れ、パンダの登場シーンでは「Dragon Fish」が使用された。また、レナ・レインによる楽曲「Pigstep」は「Nether's Got Talent」の場面で使用された。スコアはニュージーランド交響楽団が演奏し、指揮と編曲はティム・デイヴィース、合唱はザ・テューダー・コンソートが担当した。録音はウェリントンのマイケル・ファウラー・センターで行われた。
マザーズボーのスコアに加え、映画にはジャック・ブラックが歌う複数のオリジナル楽曲も含まれている。中でもブラックが作詞作曲した「I Feel Alive」には、フー・ファイターズのフロントマンデイヴ・グロール（ドラム）、クイーンズ・オブ・ザ・ストーン・エイジのギタリストトロイ・ヴァン・リューウェン、ジェリーフィッシュのキーボーディストロジャー・ジョセフ・マニング・ジュニア、そしてマーク・ロンソン（リズムギターとベース）が参加している。また、ブルックスもバック・ボーカルで参加している。この曲は2025年3月19日にシングルとしてリリースされた。
マザーズボーのスコアに加え、ベニー、デイグロー、ダーティー・ハニーによるオリジナル曲も収録されており、これらは2025年3月28日にウォータータワー・ミュージックからデジタル配信された。また、映画にはデペッシュ・モードの「Just Can't Get Enough」のインストゥルメンタル版（演奏：ジェイミソン・ショウ）も使用されている。

## 批評家の評価
『IndieWire』のデイヴィッド・エーリッヒは、本作の音楽を「ポップ」と評した。『スクリーン・ラント』のチャールズ・パパドプロスは、このサウンドトラックを「陽気で刺激的」と称し、さらに「家族向けコメディ映画に壮大で幻想的な要素を加えている」と述べた。一方、『MovieWeb』のジュリアン・ローマンは、ブラックによるオリジナル曲について「味気ないか耳障り」と批判した。しかしそのうえで、「ディーヴォでの活動で知られるマーク・マザーズボーが耳をリフレッシュさせるようなロックな80年代風スコアを加えている」と評価した。

## トラックリスト
| #         | タイトル                                        | 作詞                                                                                  | 作曲・編曲                                                                            | アーティスト         | 時間 |
| --------- | ----------------------------------------------- | ------------------------------------------------------------------------------------- | ------------------------------------------------------------------------------------- | -------------------- | ---- |
| 1.        | 「I Feel Alive」                                | ジャック・ブラック アンドリュー・ワイアット マーク・ロンソン                          | ジャック・ブラック アンドリュー・ワイアット マーク・ロンソン                          | ブラック             | 4:06 |
| 2.        | 「When I'm Gone」                               | コーリー・カバーストーン ジョン・ノット ジャスティン・スモリアン マーク・ラベル       | コーリー・カバーストーン ジョン・ノット ジャスティン・スモリアン マーク・ラベル       | Dirty Honey          | 3:24 |
| 3.        | 「Change Song」                                 | スローン・ストラブル                                                                  | スローン・ストラブル                                                                  | Dayglow              | 3:28 |
| 4.        | 「Zero to Hero」                                | ブレット・マッケンジー                                                                | ブレット・マッケンジー                                                                | Benee                | 2:23 |
| 5.        | 「Could This Be Love?」                         | マッケンジー                                                                          | マッケンジー                                                                          | マッケンジー         | 4:53 |
| 6.        | 「Just Can't Get Enough」(instrumental version) | ヴィンス・クラーク                                                                    | ヴィンス・クラーク                                                                    | ジェイミソン・ショウ | 1:42 |
| 7.        | 「Steve's Lava Chicken」                        | ブラック ジャレッド・ヘス                                                             | ブラック ジャレッド・ヘス                                                             | ブラック             | 0:34 |
| 8.        | 「Birthday Rap」                                | ブラック ジェイソン・モモア ジョン・スパイカー                                        | ブラック ジェイソン・モモア ジョン・スパイカー                                        | ブラック モモア      | 0:40 |
| 9.        | 「Ode to Dennis」                               | ブラック                                                                              | ブラック                                                                              | ブラック             | 0:44 |
| 10.       | 「Minecraft」                                   | ダニエル・ローゼンフェルド                                                            | ダニエル・ローゼンフェルド                                                            |                      | 0:39 |
| 11.       | 「Mintage」                                     | マーク・マザーズボー ピーター・ベイトマン スンナ・ヴェールマイヤー ティム・ジョーンズ | マーク・マザーズボー ピーター・ベイトマン スンナ・ヴェールマイヤー ティム・ジョーンズ |                      | 3:24 |
| 12.       | 「Midport Village」                             | マザーズボー ヴェールマイヤー                                                         | マザーズボー ヴェールマイヤー                                                         |                      | 3:00 |
| 13.       | 「Day to Night」                                | マザーズボー ベイトマン                                                               | マザーズボー ベイトマン                                                               |                      | 3:57 |
| 14.       | 「Steve in the Nether」                         | マザーズボー ジョーンズ                                                               | マザーズボー ジョーンズ                                                               |                      | 4:00 |
| 15.       | 「Chicken Fight Club」                          | マザーズボー ベイトマン                                                               | マザーズボー ベイトマン                                                               |                      | 3:46 |
| 16.       | 「I Need a Win, Man」                           | マザーズボー ヴェールマイヤー                                                         | マザーズボー ヴェールマイヤー                                                         |                      | 3:14 |
| 17.       | 「I'm Coming With / Minecraft」                 | マザーズボー ヴェールマイヤー ジョーンズ ローゼンフェルド                             | マザーズボー ヴェールマイヤー ジョーンズ ローゼンフェルド                             |                      | 2:58 |
| 18.       | 「Nitwit Crosses and Steve Finds / Minecraft」  | マザーズボー ベイトマン ヴェールマイヤー ローゼンフェルド                             | マザーズボー ベイトマン ヴェールマイヤー ローゼンフェルド                             |                      | 3:01 |
| 19.       | 「Woodland Mansion Planning」                   | マザーズボー ベイトマン ジョーンズ                                                    | マザーズボー ベイトマン ジョーンズ                                                    |                      | 3:22 |
| 20.       | 「Steve vs. Malgosha」                          | マザーズボー ベイトマン ヴェールマイヤー                                              | マザーズボー ベイトマン ヴェールマイヤー                                              |                      | 3:56 |
| 21.       | 「Piglins Attack」                              | マザーズボー ベイトマン ジョーンズ                                                    | マザーズボー ベイトマン ジョーンズ                                                    |                      | 4:07 |
| 22.       | 「Heroic Henry / Minecraft」                    | マザーズボー ベイトマン ヴェールマイヤー ローゼンフェルド                             | マザーズボー ベイトマン ヴェールマイヤー ローゼンフェルド                             |                      | 3:02 |
| 23.       | 「Let's Go Fight Some Pigs」                    | マザーズボー ベイトマン ヴェールマイヤー                                              | マザーズボー ベイトマン ヴェールマイヤー                                              |                      | 2:20 |
| 24.       | 「Run from the Great Hog」                      | マザーズボー ベイトマン ヴェールマイヤー                                              | マザーズボー ベイトマン ヴェールマイヤー                                              |                      | 3:47 |
| 25.       | 「Back in the Nether」                          | マザーズボー ベイトマン ジョーンズ                                                    | マザーズボー ベイトマン ジョーンズ                                                    |                      | 3:42 |
| 合計時間: | 合計時間:                                       | 合計時間:                                                                             | 74:09                                                                                 |                      |      |

## チャート
| チャート（2025年）          | 最高 順位 |
| --------------------------- | --------- |
| UK Compilation Albums (OCC) | 19        |

## 人員
- 音楽：マーク・マザーズボー
- 音楽スーパーバイザー：ゲイブ・ヒルファー、カリン・ラクトマン
- 監修ミュージック・エディター：ジェイミソン・ショウ
- ミュージック・エディター：ドミニク・チェルト、ローズ・マッケンジー＝ピーターソン
- 追加音楽：ピーター・ベイトマン、ティム・ジョーンズ、スンナ・ヴェールマイヤー
- スコア指揮：ティム・デイヴィース
- スコア録音・ミックス：ブラッド・ヘーネル
- Pro Toolsオペレーター：ローズ・マッケンジー＝ピーターソン
- チーフ・オーケストレーター：ティム・デイヴィース
- オーケストレーター：ジェレミー・レヴィ、ロレンツォ・カラーノ、ライアン・ハンフリー、パノ・ファウンタス
- 楽譜準備：ジョアン・ケイン・ミュージック・サービス
- スコア・コーディネーター：クレア・ワックロー、カロライナ・ボルジェス
- テクニカル・スコア・エンジニア：グラハム・ケネディ
- テクニカル・スコア・コーディネーター：セス・アトキンス・ホラン、ブルック・ヴィラーニー、ナイジェル・スコット、アンドリュー・ダルジール、ファーガス・コールドウェル・ドレイ、ジョン・ニール
- 楽譜ライブラリアン：ブレンダン・アグニュー
- ミュージック・コーディネーター：サンドラ・パーク、オーティス・ラクトマン、ヘンリー・ヴァン・ローデン
- スコア録音場所：マイケル・ファウラー・センター
- スコア・ミックス場所：パーク・ロード・ポスト、ノイズ・アルケミー・スタジオ
- スコア演奏：ニュージーランド交響楽団
- スコア合唱：ザ・テューダー・コンソート

出典：

## I...Am Steve (Bonus Songs from "A Minecraft Movie" Soundtrack)
「Steve's Lava Chicken（溶岩チキン）」の成功を受け、同曲をはじめ「Ode to Dennis」や「Birthday Rap」のロングバージョンを含む全4曲のエクステンデッド・プレイが2025年4月18日にリリースされた。
| #         | タイトル                                                    | 作詞                                           | 作曲・編曲                                     | 時間 |
| --------- | ----------------------------------------------------------- | ---------------------------------------------- | ---------------------------------------------- | ---- |
| 1.        | 「Steve's Lava Chicken」(extended version)                  | ジャック・ブラック ジャレッド・ヘス            | ジャック・ブラック ジャレッド・ヘス            | 1:15 |
| 2.        | 「Birthday Rap」(extended version; with ジェイソン・モモア) | ブラック ジェイソン・モモア ジョン・スパイカー | ブラック ジェイソン・モモア ジョン・スパイカー | 1:00 |
| 3.        | 「Ode to Dennis」(extended version)                         | ブラック                                       | ブラック                                       | 3:25 |
| 4.        | 「Welcome to Steve's!」                                     | ブラック                                       | ブラック                                       | 0:37 |
| 合計時間: | 合計時間:                                                   | 6:18                                           |                                                |      |